# Buña

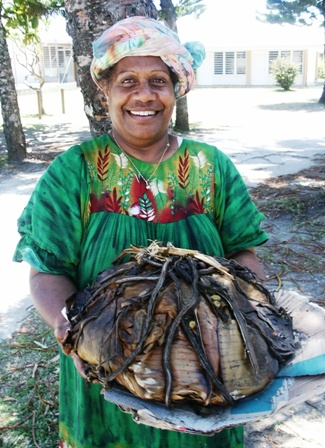
Una mujer kanaka con un bougna.

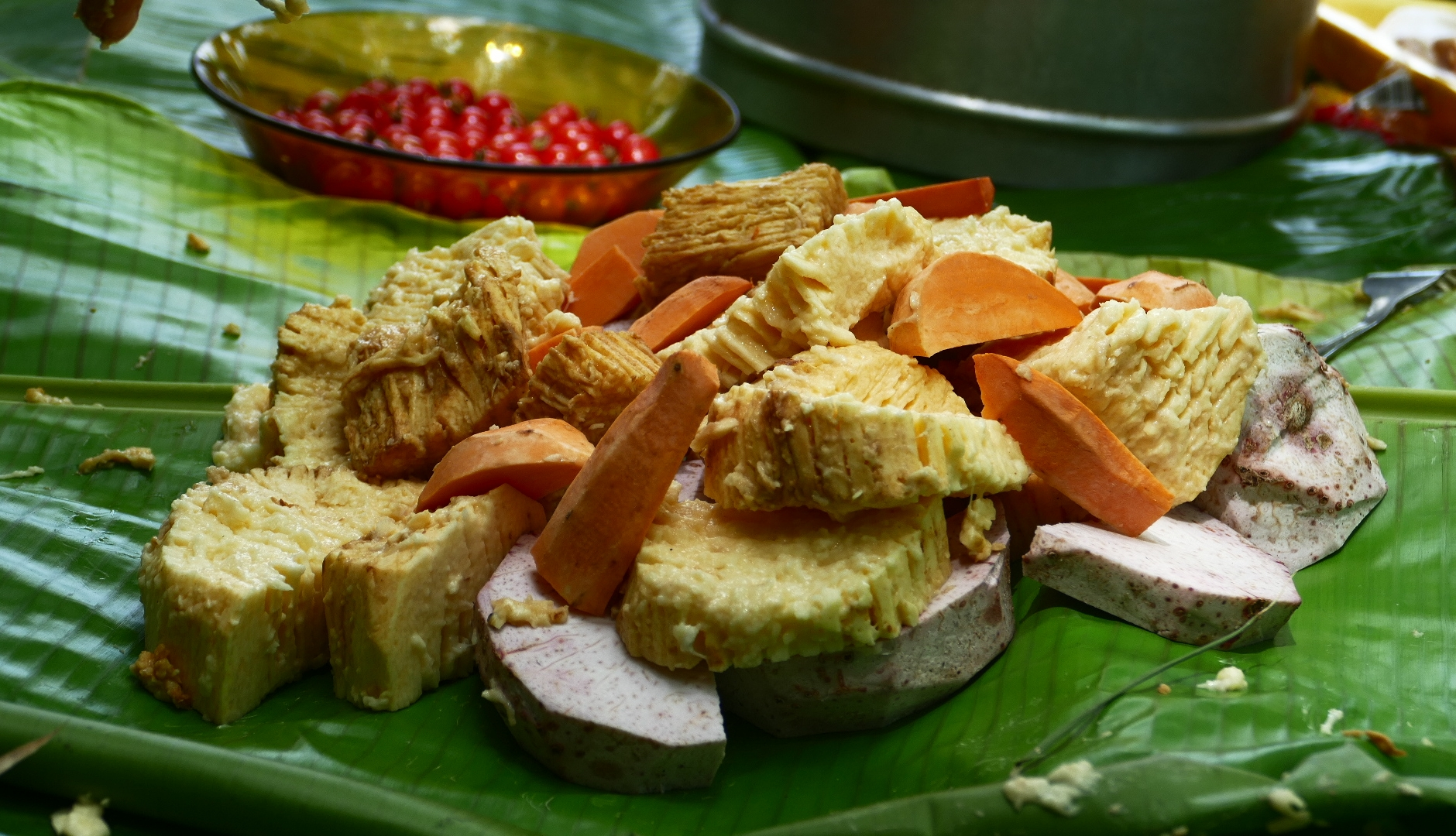
Buña

La buña (en francés, bougna) es un plato festivo tradicional del pueblo kanaka de Nueva Caledonia. Bougna proviene del idioma drehu puhnya que significa «atado», «bulto». 
A menudo el bugna contiene taro, yam, batata, banana, y trozos de pollo, pescado, cangrejo,  langostinos  o langosta. El contenido es envuelto en hojas de banano y luego es enterrado para cocerse en un horno de suelo, que se encuentra calentado por piedras calientes que han sido colocadas al fuego.  Luego de unas dos horas de cocción, se desentierra el atado se abren las hojas de banano y se consume su contenido.